# Liste der Kulturdenkmale in Oldenbüttel
In der Liste der Kulturdenkmale in Oldenbüttel sind alle Kulturdenkmale der schleswig-holsteinischen Gemeinde Oldenbüttel (Kreis Rendsburg-Eckernförde) und ihrer Ortsteile aufgelistet (Stand: 10. März 2025).

## Legende
In den Spalten befinden sich folgende Informationen:
- Objekt-ID: die Nummer des Kulturdenkmales
- Lage: die Adresse des Kulturdenkmales und die geographischen Koordinaten. Kartenansicht, um Koordinaten zu setzen. In der Kartenansicht sind Kulturdenkmale ohne Koordinaten mit einem roten Marker dargestellt und können in der Karte gesetzt werden. Kulturdenkmale ohne Bild sind mit einem blauen Marker gekennzeichnet, Kulturdenkmale mit Bild mit einem grünen Marker.
- Offizielle Bezeichnung: Bezeichnung des Kulturdenkmales
- Beschreibung: die Beschreibung des Kulturdenkmales
- Bild: ein Bild des Kulturdenkmales

## Bauliche Anlagen
| Objekt-ID | Lage                                    | Offizielle Bezeichnung | Beschreibung | Bild |
| --------- | --------------------------------------- | ---------------------- | --- | ---- |
| 9057      | Im Eck 23 (54° 10′ 16″ N, 9° 27′ 16″ O) | Wohnhaus               | Wohnhaus; 1924; eingeschossiger Baukörper mit zweigeschossigem Risalit zur Straße und ehem. Stallanbau auf der Rückseite, unverputzte Kalksandsteinfassade mit einzelnen Backsteinelementen, Schopfwalmdächer - Begründung: geschichtlich, städtebaulich - Schutzumfang: gesamtes Objekt - Denkmaltyp: Bauliche Anlage | BW   |

## Quelle
- Liste der Kulturdenkmale in Schleswig-Holstein – Kreis Rendsburg-Eckernförde

- Karte mit allen Koordinaten:
- OSM |
- WikiMap